# كازينغا لوالوا
كازينغا لوالوا (بالفرنسية: Kazenga LuaLua)‏، من مواليد 10 ديسمبر 1990 في كينشاسا في الكونغو الديمقراطية، لاعب كرة قدم من الكونغو الديمقراطية.
بدأ مسيرته الكروية مع نادي نيوكاسل يونايتد الإنجليزي في عام 2006، وهو يلعب معهم حتى الآن.

## روابط خارجية
- كازينغا لوالوا على موقع اتحاد تركيا (لاعب) (الإنجليزية)
- كازينغا لوالوا على موقع قاعدة بيانات كرة القدم.إي يو (الإنجليزية)
- كازينغا لوالوا على موقع Soccerbase.com (لاعب) (الإنجليزية)
- كازينغا لوالوا على موقع Soccerway.com (الإنجليزية)
- كازينغا لوالوا على موقع عالم كرة القدم.نت (الإنجليزية)
- كازينغا لوالوا على موقع كووورة